# Мали пингвин
Мали пингвин (лат. Eudyptula albosignata albosignata) је врло мали пингвин, чији је најближи сродник патуљасти пингвин. Ово је ендемска врста која се гнијезди искључиво на Бенковом полуострву и острву Мотунау, у области Кентербери на Новом Зеланду.

## Физичке особине
Мали пингвин порасте до 30 cm висине и око 1,5 kg тежине. Има бијеле мрље на перајама, јединствене у својој подврсти.

## Систематизација
Често се сматра да је мали пингвин само полиморфна врста патуљастог пингвина. Скорашња истраживања на бази мтДНК указују да патуљасти пингвини са новозеландских острва Чатам и Сјеверног острва представљају засебну врсту, које је мали пингвин тек подврста, са изузетком јединки са Јужног острва и из Аустралије. Пошто су патуљасти пингвини први таксон који је добио име у научној класификацији од сјевероисточних врста пингвина, задржао је име „Albosignata“ док се не разријеши именовање у складу са новим подацима.

## Угроженост
Мали пингвин је угрожена животињска врста са само око 3.750 парова у цијелој области гдје живе. Почев од 1990их година, постојали су покушаји да се врста одржи намјерним спајањем парова пингвина у просторима гдје су заштићени од својих природних и других непријатеља, и гдје могу на миру да одгајају своје младунце. Тако је нпр. у Годли Хеду у јануару 2000. године образована колонија малих пингвина у намјери да се на крају уједно оствари и туристичка атракција гдје би се пингвини могли посматрати. На том мјесту су били заштићени високим литицама и оградама од свих природних непријатеља.
Као и код свих покушаја спашавања пингвина, основни проблеми су новчани, али су потребни и добровољци који би учествовали у чишћењу подручја, одржавању пингвина, заштити од напасти итд. те је за сада врста остала у великим егзистенцијалним проблемима и у статусу угрожене врсте.